# 斯杜皮尼吉行宮

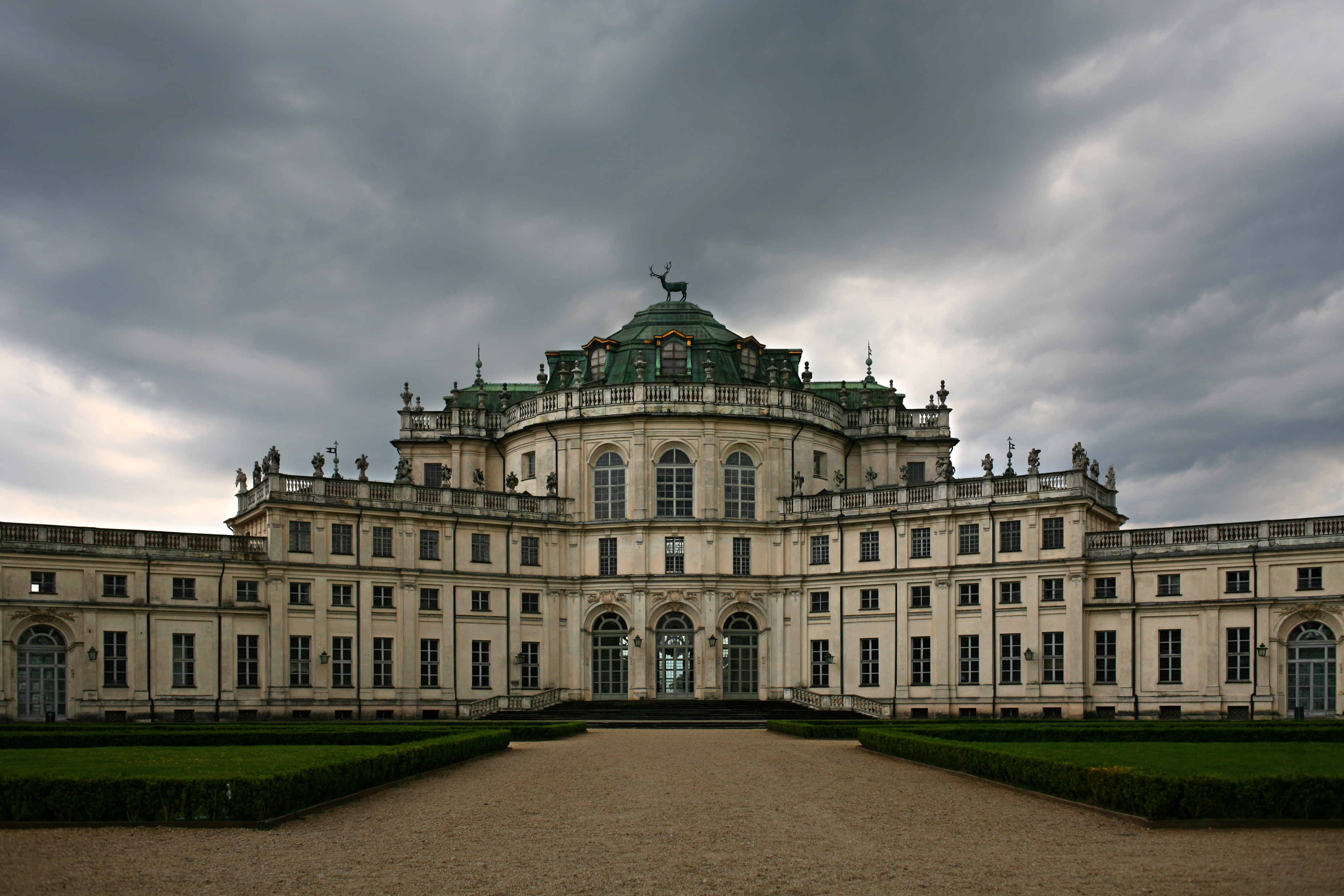
斯杜皮尼吉行宮

斯杜皮尼吉行宮 (義大利語：Palazzina di caccia of Stupinigi)是位於義大利西北部的一座宮殿建築。斯杜皮尼吉行宮是薩伏依王室居所之一，在1997年被列入世界文化遺產名單名單。

## 外部連結
- Page at Piemonte on line
- Visiting information （页面存档备份，存于）
- Pages by the Park Authority on Parks.it （页面存档备份，存于）
- Photos

44°59′42″N 7°36′14″E / 44.99500°N 7.60389°E